# Mobistar
Mobistar (Euronext: MOBB) é a segunda maior empresa de telecomunicações da Bélgica. Foi fundada em Setembro de 1996, através de uma Joint Venture entre a Telindus e a France Telecom (atual Orange S.A.). Os seus concorrentes são a Proximus, detida pela empresa pública Belgacom, e a Base, uma subsidiária da empresa holandesa KPN.
Em 2018, a Mobistar pertencia à multinacional France Telecom (atual Orange S.A.), que detém 52,9% das ações da empresa.